# Hasuvatti, Tirumakudal Narsipur
Hasuvatti là một làng thuộc tehsil Tirumakudal Narsipur, huyện Mysore, bang Karnataka, Ấn Độ.